# Cantó de Tartàs-Est
El cantó de Tartàs-Est és un cantó francès del departament de les Landes, situat al districte de Dacs. Té 8 municipis i el cap és Tartàs.

## Municipis
- Audon
- Carcarèrs e Senta Crotz
- Gots
- La Mòta
- Lo Lui
- Melhan
- Sopròssa
- Tartàs

## Història
| Data d'elecció                           | Identitat         | Partit           | Qualitat |
| ---------------------------------------- | ----------------- | ---------------- | -------- |
| 1945-1979                                | Gérard Minvielle  | SFIO, després PS |          |
| 1979-1985                                | Marcel Estivals   | PS               |          |
| 1985-2004                                | Raymond Garrigues | PS               |          |
| 2004-                                    | Joël Goyheneix    | PS               |          |
| les dades anteriors no són pas conegudes |                   |                  |          |
|                                          |                   |                  |          |

## Demografia
| 1962 | 1968 | 1975 | 1982 | 1990 | 1999 | 2006  |
| ---- | ---- | ---- | ---- | ---- | ---- | ----- |
| -    | -    | -    | -    | -    | -    | 5.280 |